# Heliografie

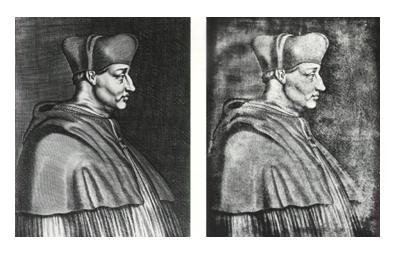
Vergleich zwischen der Originalradierung und der 1824 von Joseph Nicéphore Niépce davon hergestellten Heliografie. Es handelt sich um ein Porträt des Kardinals Georges d’Amboise, 1650

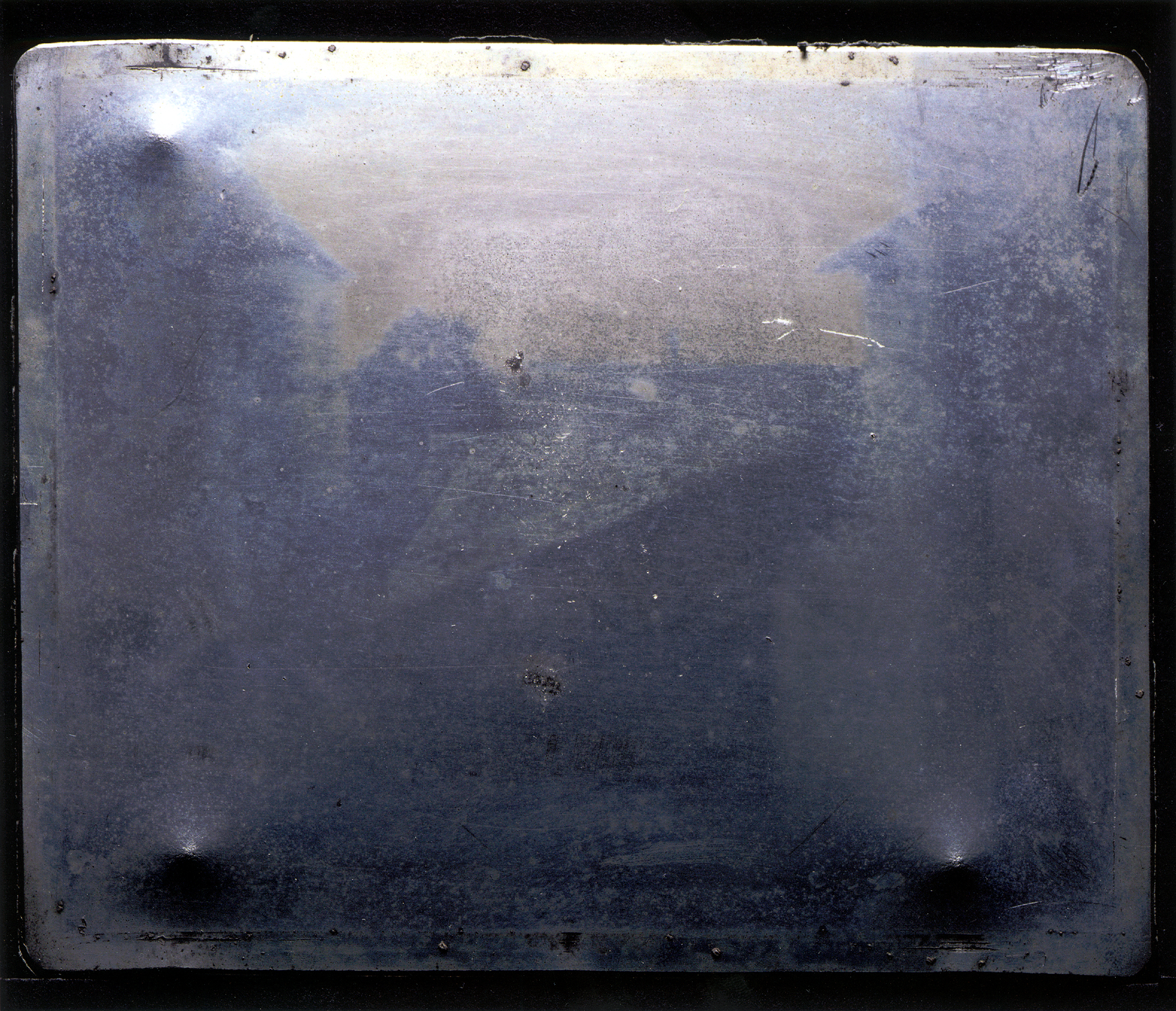
Blick aus dem Arbeitszimmer, die älteste erhaltene Fotografie, aufgenommen 1826 von Joseph Nicéphore Niépce, Sammlung Gernsheim, University of Texas, Austin

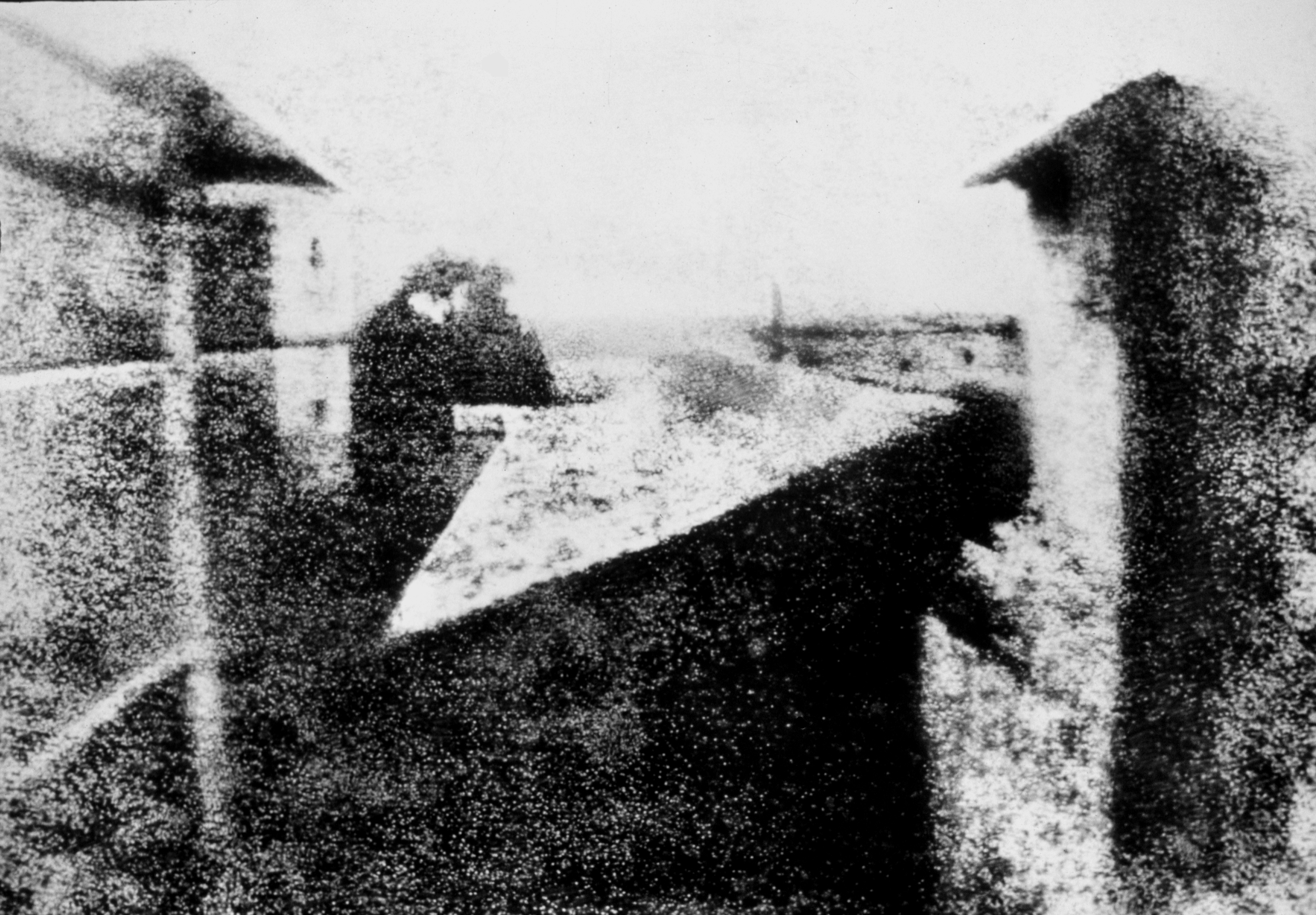
Reproduktion von 1952

Die Heliografie oder Heliographie (vom französischen Kunstwort héliographie gebildet aus griech. Ἥλιος hélios „Sonne“ und γράφειν gráphein „zeichnen, (be)schreiben“) ist das von Joseph Nicéphore Niépce entwickelte Verfahren, das als erstes in der Geschichte der Fotografie dauerhafte Bilder erzeugen konnte.
Niépce hatte seine Experimente bereits 1811 begonnen, 1822 hatte er die erste lichtbeständige heliografische Kopie eines grafischen Blattes hergestellt. Das Experiment von 1826 gilt als eigentliche Geburtsstunde der Fotografie, weil es Niépce erstmals gelang, mittels der Kamera dauerhafte fotografische Abbildungen zu schaffen. Niépce arbeitete ab 1829 mit Louis Daguerre zusammen. Als offizielles Geburtsjahr der Fotografie gilt 1839 mit der öffentlichen Präsentation der Daguerreotypie.

## Technik der Heliografie
Niépce hielt 1826 mit einer Camera obscura und einer mit Asphalt beschichteten, 21 cm × 16 cm großen polierten Zinnplatte einen Blick aus dem Fenster seines Arbeitszimmers fest. Die Belichtungszeit lag bei ca. acht Stunden. Unter Lichteinwirkung wurde der Asphalt gehärtet, so dass bei der anschließenden „Entwicklung“ mit Lavendelöl und Petroleum nur die schwächer belichteten Asphaltpartien herausgelöst wurden. Somit war das Bild zugleich „fixiert“ und lichtbeständig. Das eigentliche Ziel von Niépce war, diese Platten dann zu ätzen, um davon per Druckvorgang Abzüge zu erhalten, was ihm allerdings nur bei Kontaktkopien von Strichvorlagen (Kupferstiche, Radierungen) gelungen ist.
Er verwendete auch Lithografiesteine, Glasplatten, Zinn-, Zink-, Kupfer- und versilberte Platten. Bei späteren Experimenten bedampfte er die entwickelten Platten mit Jod, um die Schattenpartien zu schwärzen, löste dann die verbliebene Asphaltschicht mit Alkohol auf und erhielt so kontrastreichere Direktpositive.
Die Heliografie gelangte zwar zu Lebzeiten von Niépce nicht zur Anwendungsreife, wurde aber später von seinem Neffen Claude Félix Abel Niépce de Saint-Victor weiterentwickelt. Ihm gelang es 1855 mit Hilfe des Kupferstechers Lemaître, die Heliografien zu ätzen und davon Drucke herzustellen, was den Grundstein für die späteren Heliogravüre-Verfahren legte.

## Weitere frühe fotografische Verfahren
- Daguerreotypie (um 1835)
- Kalotypie (auch Talbotypie, um 1835)
- Ambrotypie (um 1850)
- Ferrotypie (auch eindeutschend Blechfotografie; um 1850)
- Kollodium-Nassplatte (um 1850), Geschichte und Entwicklung der Fotografie
- Fotogalvanografie (1853/1854)
- Wothlytypie (1864)

Anmerkung: heliografische Koordinaten sind ein Begriff aus der Astronomie.